# Higher and Higher (1943)
Higher and Higher ist ein US-amerikanischer romantischer Musikfilm von Tim Whelan aus dem Jahr 1943. Die Hauptrollen sind mit Michèle Morgan, Jack Haley und Frank Sinatra besetzt, der hier in seiner ersten Rolle als Darsteller zu sehen ist, und auch auf den Filmplakaten besonders hervorgehoben wurde.
Das Drehbuch basiert lose auf dem Musical Higher and Higher, Buch von Gladys Hurlbut und Joshua Logan, Musik und Text von Richard Rodgers und Lorenz Hart, produziert von Dwight Deere Wiman am 4. April 1940 in New York.
Der Film erhielt zwei Oscarnominierungen.

## Handlung
Der exzentrische Ex-Millionär Cyrus Drake, der stets auf großem Fuß gelebt hat, ist pleite und kann noch nicht einmal mehr seine Dienerschaft bezahlen. Seit nunmehr sieben Monaten haben die Angestellten keinen Lohn mehr bekommen. Nun droht Drake auch noch der Verlust seiner Villa, die er an die Bank verlieren wird, wenn er nicht binnen einer Frist von 30 Tagen seine Verbindlichkeiten einlösen kann. Da Drake schon einmal verheiratet war und eine Tochter hat, kommt Drakes Kammerdiener Michael „Mike“ O’Brien, ein ehemaliger Entertainer, mit der Idee zu ihm, was wäre, wenn Drakes Tochter Pamela zu ihrem Vater zurückkehren würde. Vorgestellt als Debütantin würde sie wohlhabende Männer kennenlernen und sicher einen von ihnen heiraten, womit auch Drakes Probleme gelöst wären. Die Dienerschaft schlägt vor, dass das französische Dienstmädchen Millie sich als Drakes Tochter ausgibt, die er lange nicht mehr gesehen hat, da sie im Ausland lebte. Tatsächlich leben Mutter und Tochter, seit Drake von Pamelas Mutter vor circa 15 Jahren verlassen wurde, in der Schweiz. Millie soll nun einen reichen Mann heiraten, um dann auch den Haushalt „ihres Vaters“ zu sanieren. Der Haken ist aber, dass Millie diese Rolle nicht spielen will, einmal weil sie es falsch findet, anderen etwas vorzugaukeln und zum anderen, weil sie heimlich in Mike verliebt ist. Mike bemerkt Millie scheinbar überhaupt nicht, glaubt aber zu wissen, dass sie in ihren Nachbarn, den Sänger Frank Sinatra, verliebt ist. Nur widerwillig fügt sich Millie dann doch, wird entsprechend umgestylt und von Sandy Brooks, Drakes persönlicher Sekretärin, in Etikettefragen und von Mike in der Brautwerbung unterrichtet.
Als wohlhabender Junggeselle für Millie wird ausgerechnet Sir Victor Fitzroy Victor auserkoren. Millie interessiert sich jedoch überhaupt nicht für ihn und versucht verzweifelt, Mike dazu zu bringen, seine Gefühle für sie zu entdecken. Frank mag Millie sehr, aber ihr Interesse an ihm ist rein freundschaftlich. Es gibt aber ein anderes Dienstmädchen in Drakes Haus, Mickey, das wiederum Frank sehr zugetan ist, aber von ihm kaum bemerkt wird.
Als die Lokalzeitung einen Artikel veröffentlicht, der besagt, dass Drakes Frau und Tochter aus der Schweiz zurückgekehrt seien, muss Sandy die Rolle der Mutter übernehmen. Georgia Keating, die den Zeitungsartikel gelesen hat, besucht daraufhin zusammen mit ihrer Tochter Catherine ihre „alten Freunde“ und beäugt die angebliche Pamela kritisch daraufhin, ob sie den Titel „Debütantin Nummer eins“ erringen könnte. Auf dem Ball trifft man dann auf Sir Victor Fitzroy Victor, auf den es auch Catherine abgesehen hat, ohne zu wissen, dass umgekehrt Fitzroy Victor seinerseits auf der Suche nach einem reichen Mädchen ist. Mike will, dass Millie den Adeligen auf sich aufmerksam macht und tatsächlich zeigt dieser sich bezaubert von der jungen Frau und beginnt, sie zu umwerben.
Fitzroy Victor, der falsche Edelmann, versichert seinem Manager, der Geld von ihm will, dass dies reichlich vorhanden sei, sobald er Pamela Drake geheiratet habe. Nach allerlei Hin und Her steht dann tatsächlich die Hochzeit zwischen Victor und Pamela an. Als Millie auf dem Dachboden nach etwas Geliehenem und etwas Blauem sucht, folgt Mike ihr und sie tanzen ein Menuett. Das hat zur Folge, dass Mike beschließt, das Unterfangen Hochzeit abzubrechen. Die in den Plan Involvierten sind jedoch damit nicht einverstanden und sperren Mike im Keller ein. Gerade als Millie und Victor ihr Gelübde ablegen wollen, verkündet Mikes Stimme, die durch den Ventilatorenschacht des Kellers ertönt, dass Pamela Drake in Wahrheit das Dienstmädchen Millie sei. Per Zufall stößt Mike dann gegen eine Geheimtür hinter der sich ein Weinkeller mit fast unbezahlbaren Schätzen verbirgt. Die von den Keatings zu den Hochzeitsfeierlichkeiten mitgebrachte Zofe Sarah erkennt indessen in Victor ihren Freund Joe Brown, einen Gauner.
Kurz darauf verlässt Mike, der nun doch ernsthaft in Millie verliebt hat, die Stadt im Glauben, dass Millie Frank liebt. Überraschend erhält er dann jedoch eine Hochzeitseinladung des Paares Catherine Keating und Frank Sinatra. Als Mike Frank zur Rede stellen will, erklärt dieser ihm, dass Millie schon lange nur in ihn verliebt sei. Mike sucht daraufhin nach Millie und findet sie in der Küche, wo beide sich umarmen und dann zu tanzen beginnen.

## Produktion

### Vorproduktion, Produktionsnotizen
Im Hollywood Reporter war zu lesen, dass die Rechte an dem Buch von Gladys Hurlbut und Joshua Logan für 15.000 US-Dollar erworben worden seien. The Movie Picture Herald Prod Digest berichtete, dass das Buch überarbeitet worden sei, um den beliebten Sänger Frank Sinatra besser präsentieren zu können und dass bis auf einen Song aus der Richard-Rogers/Lorenz-Hart-Partitur alle anderen verworfen worden seien.
Die Dreharbeiten gingen von Ende Juli bis Ende September 1943. Für die Kostüme trug Edward Stevenson die Verantwortung. Die künstlerische Leitung lag bei Albert S. D’Agostino und Jack Okey, Szenenbild: Claude E. Carpenter und Darrell Silvera.

### Besetzung
Dies war Frank Sinatras erster Film, in dem er eine Rolle spielte. In dem Musicalfilm Las Vegas Nights von 1941 war er lediglich als Sänger zu sehen, ebenso wie in der romantischen Komödie Schiff ahoi! von 1942 und der im Februar 1943 erschienenen Musikkomödie Reveille with Beverly. RKO schloss mit Sinatra einen Siebenjahresvertrag ab, der den Sänger verpflichtete, pro Jahr in zwei Filmen des Studios mitzuwirken. Sinatra drehte jedoch nur einen weiteren Vertragsfilm, Step Lively, für RKO und wechselte dann zu MGM. Obwohl der Film auf Sinatra zugeschnitten worden war, zwangen vertragliche Verpflichtungen RKO, Michèle Morgan und Jack Haley, der auch schon in dem Stück am Broadway dabei war, über dem Sänger zu positionieren.
Für Frank Sinatra war das Jahr 1943 ein besonderes Jahr in seiner Karriere, er wurde zum ersten Teenager-Idol in der amerikanischen Musikgeschichte. In seiner ersten Rolle als Schauspieler in einem Film, und gleich in einer Hauptrolle, spielte er zwar ein wenig sich selbst, einen reichen jungen Mann namens Frankie, der singt, trotzdem verhalf der Film ihm zum Durchbruch auf der Leinwand.
Für Mel Tormé stellte der Film sein Debüt dar. Hollywood Reporter vermeldete, dass ursprünglich Constance Moore die Rolle der Catherine spielen sollte und auch Joan Davis für eine Rolle vorgesehen war. Moderne Quellen schrieben, dass Roy Webb die Partitur und Maurice de Packh die Orchestrierungen zu verdanken seien.

### Musik im Film
The Movie Picture Herald Prod Digest berichtete, dass das Buch überarbeitet worden sei, um den beliebten Sänger Frank Sinatra  besser präsentieren zu können und dass bis auf einen Song aus der Richard-Rogers/Lorenz-Hart-Partitur alle anderen verworfen worden seien. Um die Originalpartitur zu ersetzen, wurden von Harold Adamson und Jimmy McHugh vier neue Songs geschrieben, die speziell auf den Gesangsstil von Sinatra zugeschnitten waren. Die Songs
- I Couldn’t Sleep a Wink Last Night von McHugh und Adamson,
gesungen von Frank Sinatra zusammen mit Dooley Wilson am Klavier sowie im Radio und öfter während des Films
- A Lovely Way to Spend an Evening von McHugh und Adamson,
gespielt am Anfang und während des Films, gespielt auf dem Klavier und gesungen von Frank Sinatra

wurden für Sinatra zu großen Hits, I Couldn’t Sleep a Wink Last Night erhielt eine Oscarnominierung ebenso wie die Filmmusik insgesamt. Einen der schönsten Songs von Rodgers und Hart Never Entered My Mind und sieben weitere Songs des Duos nahm Sinatra einige Jahre später dann doch noch auf. Martha Mears leiht Michèle Morgan ihre Stimme, wenn die Schauspielerin singt.
Weitere Songs im Film:
- The Music Stopped von McHugh und Adamson,
gesungen von Frank Sinatra, getanzt von Sinatra zusammen mit Michèle Morgan und Barbara Hale,
später getanzt von Jack Haley mit Morgan, Victor Borge, Barbara Hale und weiteren Paaren
- It’s a Most Important Affair von Jimmy McHugh und Harold Adamson,
gesungen von Mel Tormé, Marcy McGuire, Paul Hartman, Grace Hartman, Michèle Morgan (respektive Martha Mears),
Dooley Wilson und Ivy Scott
- Today I’m a Debutante von McHugh und Adamson,
gesungen von Michèle Morgan (respektive Martha Mears), Jack Haley, Mary Wickes, Leon Errol und einem Chor
- I Saw You First von McHugh und Adamson,
gesungen von Marcy McGuire und Frank Sinatra
- Disgustingly Rich von Richard Rodgers und Lorenz Hart,
gesungen von Mary Wickes, Paul Hartman, Grace Hartman, Ivy Scott, Leon Errol, Marcy McGuire und Mel Tormé
- You’re On Your Own von McHugh und Adamson,
gesungen von Dooley Wilson, Mel Tormé, Marcy McGuire, Frank Sinatra, Barbara Hale, Victor Borge,
Michèle Morgan (respektive Martha Mears), Mary Wickes und einem Chor sowie als Hintergrundmusik gespielt
- Minuet in Boogie von McHugh und Adamson, basierend auf dem Menuett in G-Dur von Paderewski,
gesungen von Marcy McGuire, Mel Tormé, Mary Wickes, Leon Errol, Michèle Morgan (resp. Mears), Ivy Scott und einem Chor
- Menuett in G-Dur von Ignacy Jan Paderewski,
gespielt auf einem Cembalo von Mel Tormé, verwandelt sich in Minuet in Boogie
- 5. Sinfonie (c-Moll, Opus 67; Schicksalssinfonie) von Ludwig van Beethoven
(die ersten vier Töne wurde von Victor Borge zweimal am Klavier gespielt)
- 6. Sinfonie (Pathétique), in h-Moll op. 74 von Pjotr Iljitsch Tschaikowski,
Erster Satz gespielt von Victor Borge mit einem Orchester im Hintergrund,
ein weiteres Mal während Frank Sinatra singt A Lovely Way to Spend an Evening
- Brautchor aus der Oper Lohengrin von Richard Wagner,
gespielt als Hintergrundmusik während der Hochzeit

Nachdem der Film veröffentlicht worden war, verklagten die Songschreiber Jack Trizio und Chuck Bennett das Studio sowie McHugh und Adamson. Sie behaupteten, dass das Lied The Music Stopped ein Plagiat ihrer Komposition You’re Mine to Love sei. Wie die Klage ausging, ist nicht überliefert.

### Veröffentlichung, Gewinn
Higher und Higher wurde an Silvester 1943 in den USA uraufgeführt. Im Vereinigten Königreich hatte der Film 1944 Premiere, ebenso in Mexiko, Portugal und Schweden. 1947 war er erstmals in Frankreich (Paris) zu sehen und in Dänemark, 1948 in Finnland. Veröffentlicht wurde er zudem in Argentinien, Belgien, Brasilien, Griechenland, Italien und in Spanien.
Die Produktion des Films schlug mit circa 600.000 US-Dollar zu Buche und erzielte einen Gewinn von 780.000 US-Dollar.

## Rezeption

### Kritik
Bosley Crowther, ein Kritiker der New York Times meinte, der Film hätte eigentlich Lower and Lower heißen müssen. Weise habe der Regisseur dafür gesorgt, dass Frank Sinatra nicht andauernd zu sehen sei, denn es sei nun einmal eine Tatsache, dass er weder Gable noch Barrymore sei. Das Beste, was der Film zu bieten habe, sei eine Vielzahl von Songs.
Dennis Harvey, Kritiker der Variety, war hingegen der Ansicht, der Film verbreite gute Laune, sei reich an komödiantischen Elementen und schönen Liedern und habe ein Tempo, das dem Film an der Abendkasse einen hohen Rang bescheren könne.
Dennis Schwartz von Ozus’ World verwies darauf, dass dies der Film sei, in dem das seinerzeitige Teenie-Idol Frank Sinatra seine erste Hauptrolle in einem Film gespielt habe, und er mache das gut, obwohl er für die Filmhandlung nicht wesentlich sei. Schwartz meinte weiter, die Komödie der Irrungen sei einfach nicht lustig und die französische Schauspielerin Morgan in der weiblichen Hauptrolle sei furchtbar, während Haley nahe daran sei, so furchtbar zu sein, wie man es nur sein könne, ohne furchtbar zu sein. Bezugnehmend auf Crowther führte Schwartz noch aus, dass er denke, dass dieser Recht habe, wenn er meine, der Filmtitel hätte Lower and Lower lauten sollen. Obwohl Haley und Morgan an erster Stelle genannt würden, sei Sinatra der große Zugstar des Films gewesen, was die Anzeigen untermauert hätten, die The Sinatra Show titelten.
Alex Udvary, freiberuflicher Filmkritiker, schrieb, was den Film auszeichne, sei die Mitwirkung von Frank Sinatra, denn wenn er nicht dabei gewesen wäre, hätte man diesen Film inzwischen komplett vergessen und er wäre auch nicht auf DVD veröffentlicht worden. Dass er Sinatra in seiner ersten Hauptrolle zeige, mache den Film zu einer Kuriosität und das Publikum bekomme die Gelegenheit, Mr. Sinatra beim Beginn seiner Filmkarriere zuzuschauen. Sich Higher and Higher anzuschauen, sei daher keine Zeitverschwendung, auch wenn es keine großartige Komödie oder gar ein großartiger Musicalfilm sei.
Derek Winnert meinte, Regisseur Tim Whelans sei eine angenehm unterhaltsame romantische Musikkomödie gelungen. Es mache Spaß, Sinatra, der eigentlich er selbst sei, am Anfang seiner Karriere zu beobachten.

### Auszeichnungen
Oscarverleihung 1945
- Oscarnominierung für Jimmy McHugh und Harold Adamson mit ihrem Song I Couldn’t Sleep a Wink Last Night in der Kategorie „Bester Song“, der jedoch an Jimmy Van Heusen und Johnny Burke und das Lied Swinging on a Star aus dem Filmdrama Der Weg zum Glück ging.
- Oscarnominierung für Constantin Bakaleinikoff in der Kategorie „Beste Filmmusik in einem Musikfilm“. Der Oscar ging jedoch an Carmen Dragon und Morris Stoloff für ihre Musik zum Film Es tanzt die Göttin.